# Выборы в Самарскую губернскую думу (2016)
Выборы депутатов Самарской губернской думы шестого созыва состоялись в Самарской области 18 сентября 2016 года в единый день голосования, одновременно с выборами в Государственную думу РФ. Выборы проходили по смешанной избирательной системе: из 50 депутатов 25 избирались по партийным спискам (пропорциональная система), остальные 25 — по одномандатным округам (мажоритарная система). Для попадания в губернскую думу по пропорциональной системе партиям необходимо преодолеть 5%-й барьер. Срок полномочий депутатов — пять лет.
На 1 июля 2016 года в области было зарегистрировано 2 448 435 избирателей. Явка составила 52,53 %.

## Ключевые даты
- 14 июня Самарская губернская дума назначила выборы на 18 сентября 2016 года (единый день голосования).[2]
  - 17 июня постановление о назначении выборов было опубликовано в СМИ.[3]
- 20 июня Избирательная комиссия Самарской области утвердила календарный план мероприятий по подготовке и проведению выборов.[3]
- с 18 июня по 22 июля — период выдвижения кандидатов и списков.[3]
  - агитационный период начинается со дня выдвижения и заканчивается и прекращается за одни сутки до дня голосования.[3]
- с 24 июля по 3 августа — период представления документов для регистрации кандидатов и списков.[3]
- с 20 августа по 16 сентября — период агитации в СМИ.[3]
- 17 сентября — день тишины.[3]
- 18 сентября — день голосования.

## Участники
7 политических партий получили право быть зарегистрированными без сбора подписей избирателей:
- Единая Россия
- ЛДПР — Либерально-демократическая партия России
- Коммунистическая партия Российской Федерации
- Справедливая Россия
- Яблоко
- Партия Роста
- Гражданская Платформа

### Выборы по партийным спискам
По единому округу партии выдвигали списки кандидатов. Для регистрации выдвигаемого списка партиям требовалось собрать 0,5 % от общего числа избирателей.
| 1 | Коммунистическая партия Российской Федерации    | Алексей Лескин • Алексей Краснов • Михаил Матвеев               | 25 | 74 | зарегистрирован                                                        |
| 2 | Яблоко                                          | Игорь Ермоленко • Сергей Симак • Антон Рубин                    | 25 | 32 | зарегистрирован                                                        |
| 3 | Гражданская Платформа                           | Владимир Обухов • Виталий Ильин • Алексей Офицеров              | 24 | 27 | зарегистрирован                                                        |
| 4 | Коммунисты России                               | Валерий Лебедев • Вадим Байков                                  | 25 | 44 | зарегистрирован                                                        |
| 5 | Справедливая Россия                             | Сергей Миронов • Михаил Маряхин • Александр Разуваев            | 25 | 43 | зарегистрирован                                                        |
| 6 | ЛДПР — Либерально-демократическая партия России | Владимир Жириновский • Александр Степанов                       | 25 | 60 | зарегистрирован                                                        |
| 7 | Единая Россия                                   | Николай Меркушкин • Екатерина Кузьмичёва • Геннадий Котельников | 25 | 78 | зарегистрирован                                                        |
| 8 | Партия Роста                                    | Борис Титов • Александр Неронов • Андрей Неронов                | 25 | 29 | зарегистрирован                                                        |
| — | Воля                                            | Марина Герасимова • Татьяна Мосейчук • Светлана Бояринцева      | 13 | 33 | отказано в регистрации (выявлено более 10 % недействительных подписей) |
| — | Родина                                          | Денис Князев                                                    | 25 | 31 | отказано в регистрации (не представлены документы для регистрации)     |
| *Региональная группа соответствует одному одномандатному округу и должна включать от 1 до 3 кандидатов. Региональных групп должно быть от 13 до 25. |                                                 |                                                                 |    |    |                                                                        |
| **Без учёта выбывших кандидатов. Общее число кандидатов должно быть от 14 до 78 человек.                                                            |                                                 |                                                                 |    |    |                                                                        |

### Выборы по округам
По 25 одномандатным округам кандидаты выдвигались как партиями, так и путём самовыдвижения. Кандидатам требовалось собрать 3 % подписей от числа избирателей соответствующего одномандатного округа.
| Партия | Партия                                          | Кандидатов | Кандидатов       |
| Партия | Партия                                          | Выдвинуто  | Зарегистрировано |
| ------ | ----------------------------------------------- | ---------- | ---------------- |
|        | Воля                                            | 3          | 0                |
|        | Гражданская Платформа                           | 9          | 9                |
|        | Единая Россия                                   | 25         | 24               |
|        | Казачья партия Российской Федерации             | 1          | 0                |
|        | Коммунистическая партия Российской Федерации    | 26         | 24               |
|        | Коммунисты России                               | 19         | 0                |
|        | ЛДПР — Либерально-демократическая партия России | 25         | 24               |
|        | Партия родителей будущего                       | 2          | 0                |
|        | Партия Роста                                    | 25         | 23               |
|        | Справедливая Россия                             | 25         | 25               |
|        | Яблоко                                          | 15         | 13               |
|        | Самовыдвижение                                  | 20         | 6                |
| Всего  | Всего                                           | 195        | 148              |

| №  | Округ            | Состав | Избирателей |
| -- | ---------------- | --- | ----------- |
| 1  | Волжский         | частично Железнодорожный, Октябрьский районы городского округа Самара                                                                                         | 90 802      |
| 2  | Самарский        | Ленинский, Самарский районы городского округа Самара, частично Куйбышевский, Октябрьский районы городского округа Самара, Волжский район                      | 104 294     |
| 3  | Железнодорожный  | частично Железнодорожный, Куйбышевский, Октябрьский районы городского округа Самара                                                                           | 95 886      |
| 4  | Куйбышевский     | Алексеевский район, Большеглушицкий район, Большечерниговский район, Нефтегорский район, частично Куйбышевский район городского округа Самара, Волжский район | 106 941     |
| 5  | Новокуйбышевский | городской округ Новокуйбышевск, частично Волжский район | 88 483      |
| 6  | Центральный      | частично Центральный район городского округа Тольятти | 105 563     |
| 7  | Тольяттинский    | частично Автозаводский, Центральный районы городского округа Тольятти, Ставропольский район                                                                   | 107 853     |
| 8  | Ставропольский   | Шигонский район, частично Автозаводский район городского округа Тольятти, Ставропольский район                                                                | 106 615     |
| 9  | Татищевский      | частично Автозаводский район городского округа Тольятти | 98 326      |
| 10 | Автозаводский    | частично Автозаводский район городского округа Тольятти | 96 948      |
| 11 | Безымянский      | частично Кировский район городского округа Самара | 95 401      |
| 12 | Кировский        | частично Кировский район городского округа Самара | 91 407      |
| 13 | Красноглинский   | Красноглинский район городского округа Самара, частично Волжский район, Красноярский район, Ставропольский район                                              | 99 056      |
| 14 | Красноярский     | Елховский район, Кошкинский район, Сергиевский район, частично Красноярский район                                                                             | 94 156      |
| 15 | Похвистневский   | городской округ Похвистнево, Исаклинский район, Камышлинский район, Клявлинский район, Похвистневский район, Челно-Вершинский район, Шенталинский район       | 95 810      |
| 16 | Комсомольский    | Комсомольский район городского округа Тольятти, частично Ставропольский район                                                                                 | 93 724      |
| 17 | Жигулёвский      | городской округ Жигулёвск, городской округ Октябрьск, Сызранский район, частично Ставропольский район                                                         | 94 839      |
| 18 | Сызранский       | частично городской округ Сызрань | 88 681      |
| 19 | Приволжский      | Пестравский район, Приволжский район, Хворостянский район, частично городской округ Сызрань                                                                   | 89 697      |
| 20 | Чапаевский       | городской округ Чапаевск, Безенчукский район, Красноармейский район                                                                                           | 98 401      |
| 21 | Солнечный        | частично Промышленный район городского округа Самара | 105 297     |
| 22 | Промышленный     | частично Промышленный район городского округа Самара | 106 519     |
| 23 | Советский        | частично Советский район городского округа Самара | 99 094      |
| 24 | Кинельский       | городской округ Кинель, Кинельский район, частично Советский район городского округа Самара, Волжский район                                                   | 105 725     |
| 25 | Отрадненский     | городской округ Отрадный, Богатовский район, Борский район, Кинель-Черкасский район                                                                           | 96 360      |

## Результаты
| Место                      | Место                      | Партия                     | по областным спискам | по областным спискам | по областным спискам | по одно- мандатным округам | всего         | всего |
| Место                      | Место                      | Партия                     | Голоса               | %                    | Получено мест        | Получено мест              | Получено мест | %     |
| -------------------------- | -------------------------- | -------------------------- | -------------------- | -------------------- | -------------------- | -------------------------- | ------------- | ----- |
|                            | 1.                         | «Единая Россия»            | 651 674              | 51,02 %              | 16                   | 24                         | 40            | 80 %  |
|                            | 2.                         | КПРФ                       | 222 767              | 17,44 %              | 5                    | 0                          | 5             | 10 %  |
|                            | 3.                         | ЛДПР                       | 184 914              | 14,48 %              | 3                    | 0                          | 3             | 6 %   |
|                            | 4.                         | «Справедливая Россия»      | 73 786               | 5,78 %               | 1                    | 0                          | 1             | 2 %   |
|                            |                            |                            |                      |                      |                      |                            |               |       |
|                            | 5.                         | «Яблоко»                   | 33 397               | 2,61 %               | 0                    | 0                          | 0             | 0 %   |
|                            | 6.                         | «Коммунисты России»        | 30 550               | 2,39 %               | 0                    | —                          | 0             | 0 %   |
|                            | 7.                         | Партия Роста               | 25 490               | 1,99 %               | 0                    | 0                          | 0             | 0 %   |
|                            | 8.                         | «Гражданская Платформа»    | 12 377               | 0,97 %               | 0                    | 0                          | 0             | 0 %   |
|                            |                            | Самовыдвижение             | —                    | —                    | —                    | 1                          | 1             | 2 %   |
| Недействительные бюллетени | Недействительные бюллетени | Недействительные бюллетени | 42 427               | 3,32 %               |                      |                            |               |       |
| Всего                      | Всего                      | Всего                      | 1 277 382            | 100 %                | 25                   | 25                         | 50            | 100 % |